# Rhyacophila niwae
Rhyacophila niwae är en nattsländeart som beskrevs av Iwata 1927. Rhyacophila niwae ingår i släktet Rhyacophila och familjen rovnattsländor. Inga underarter finns listade i Catalogue of Life.